# Kohlepfennig
Der Kohlepfennig war ein Preisaufschlag auf die Strompreise der Energieversorgungsunternehmen in der Bundesrepublik Deutschland zur Finanzierung des Steinkohleabbaus. Der Kohlepfennig wurde von Verbrauchern in den alten Bundesländern von 1974 bis 1995 entrichtet und abgeschafft, nachdem er vom Bundesverfassungsgericht als verfassungswidrige Sonderabgabe (Verstromungsabgabe) befunden wurde.

## Geschichte
Ziel des Kohlepfennigs war die Finanzierung des Steinkohleabbaus in Deutschland, der ohne den Kohlepfennig gegenüber dem Ausland nicht konkurrenzfähig gewesen wäre. Das Aufkommen betrug im Jahr 1975 rund 780 Millionen DM (entspricht kaufkraftbereinigt 1,2 Milliarden Euro) und war bis 1992 auf rund 5,5 Milliarden DM (5,2 Milliarden Euro) angestiegen. Die Höhe des Zuschlags auf die individuelle Stromrechnung war je nach Bundesland unterschiedlich, 1990 betrug sie durchschnittlich 8,25 %. Geplant war, den Kohlepfennig ab 1996 in halber Höhe auch in den neuen Bundesländern zu erheben.
Die einzelnen Bundesländer profitierten in unterschiedlichem Umfang von der Abgabe: So zahlten die bayerischen Verbraucher von 1976 bis 1987 in den Verstromungsfonds rund 2,2 Milliarden DM (2,4 Milliarden Euro) mehr ein, als der bayerischen Elektrizitätswirtschaft an Zuschüssen zuging. Dagegen hatte Nordrhein-Westfalen im gleichen Zeitraum ein Positivsaldo von mehr als 4,8 Milliarden DM (5,2 Milliarden Euro).

## Verfassungsmäßigkeit
Am 11. Oktober 1994 entschied das Bundesverfassungsgericht, dass der Kohlepfennig verfassungswidrig ist. Die RWE hatte in letzter Instanz gegen einen Verbraucher verloren, der die Zahlung des als Kohlepfennig titulierten Aufschlags verweigert hatte.
Das Bundesverfassungsgericht argumentierte, der Kohlepfennig sei nicht zu rechtfertigen, da er eine Allgemeinheit von Stromkunden belaste, die keine besondere Finanzierungsverantwortlichkeit für Steinkohle aus Deutschland habe. Mit Ablauf des Jahres 1995 wurde deshalb der Kohlepfennig abgeschafft. Seither wurde der Steinkohleabbau aus dem Staatshaushalt subventioniert. Zwischen 1975 und 2002 betrug die Gesamthöhe der Subvention insgesamt etwa 80 bis 100 Milliarden Euro (Preisstand 2003).